# Nadgrađe
Nadgradnja broda je proširenje postojeće strukture broda iznad glavne palube koje se proteže od jednog do drugog boka broda. Ako se to proširenje ne proteže od boka do boka broda, tada ga zovemo palubna kućica. Nadgrađa ne moraju pratiti skok palube, nego mogu imati i ravne palube i palube u obliku slomljenog pravca. U poprečnom smislu, palube nadgrađa obično mogu biti ravna ili imati oblik kružnih lukova. Krovovi palubnih kućica su obično simetrično skošeni.
U funkcionalnom smislu, nadgrađa i palubne kućice predstavljaju dopunske prostore na brodu za nastambe, spreme i upravljanje brodom, koji na svojim stjenkama mogu imati vrata, okna, prolaze i slične otvore.
Nadgrađa mogu imati brojne utjecaje na brod, kao što može uvelike promijeniti krutost strukture i istisninu plovila, što može biti i štetno ako nije dobro izvedeno. Nadgrađe broda također utječe na nadvođe broda. Dijelovi nadgrađa na srednjem dijelu broda mogu povećati uzdužnu čvrstoću trupa. Što duže nadgrađe brod ima (kao udio duljine broda), manje nadvođe je potrebno. Osim toga, nadgrađa predstavljaju rezervnu istisninu, što povećava sigurnost.

## Vrste nadgradnja
Nadgradnje se dijele prema položaju na brodu po dužini broda:
- nadgradnja na pramcu broda se zove kaštel,
- nadgradnja na sredini broda ili nadgradnja pri krmi za smještaj posade se zove most,
- nadgradnja na krmi broda se zove krmica ili kasar.

Slobodni prostor između dva nadgrađa zove se zdenac.